# 進士晴久
進士 晴久（しんし はるひさ、男性、1956年1月8日 - ）は日本の俳優。東京都出身。

## 概要
かつてTBS系列で放送されたテレビドラマ『ケンちゃんシリーズ』で「マンガさん」「なみださん」等の役名で出演。「〜だもんね」の口癖が良い味を出していた。
また龍角散のテレビCMにも出演。『龍角散トローチ』のCMで主演し、最後に言う「…と、日記には書いておこう」という台詞も一世を風靡した。龍角散は1960年代 - 80年代にかけて日本テレビ系列の演芸番組『笑点』のスポンサーだったこともあって、進士も知名度を上げた。

## 主な出演作品

### ドラマ
- ケンちゃんシリーズ
  - すし屋のケンちゃん（1971年）
  - ケーキ屋ケンちゃん（1972年）
  - おそば屋ケンちゃん（1975年）
  - フルーツケンちゃん（1976年）
  - カレー屋ケンちゃん（1979年）
  - ケンちゃんチャコちゃん（1980年）
- がんばれ!兄ちゃん
- ボクは女学生

### CM
- 龍角散トローチ